# Matthew Strachan
Pour les articles homonymes, voir Strachan.
Matthew Strachan est un auteur-compositeur-interprète anglais né le 11 décembre 1970 dans le quartier londonien de Balham et mort le 8 septembre 2021 à Twickenham, une ville du Grand Londres. Il est principalement connu pour avoir composé avec son père Keith, la musique du jeu télévisé Who Wants to Be a Millionaire?, plus connu en France sous le nom de Qui veut gagner des millions ?.

## Filmographie
En tant que compositeur :
- 1987 : Boogie Outlaws (feuilleton TV)
- 1989 : Children's Ward (série télévisée)
- 1990 : Canned Carrott (série télévisée)
- 1993 : The Detectives (série télévisée)
- 1993 : The Hypnotic World of Paul McKenna (série télévisée)
- 1994 : Talking Telephone Numbers (série télévisée)
- 1997 : The Jasper Carrott Trial (série télévisée)
- 1998-2002 : Who Wants to Be a Millionaire? (jeu télévisé)
- 1999 : The National Lottery: Winning Lines (série télévisée)
- 2000 : Winning Lines (série télévisée)
- 2000 : The People Versus (série télévisée)
- 2002 : Britain's Brainiest (série télévisée)
- 2004 : Who Wants to Be a Super Millionaire (série télévisée)